# Sowerbaea laxiflora
Sowerbaea laxiflora är en sparrisväxtart som beskrevs av John Lindley. Sowerbaea laxiflora ingår i släktet Sowerbaea och familjen sparrisväxter. Inga underarter finns listade i Catalogue of Life.